# Ichmoul
Ichmoul (en tifinagh ⵉⵛ ⵏ ⵓⵍ) est une commune de la wilaya de Batna en Algérie ; elle est située dans le massif de l'Aurès.

## Géographie

### Situation
Le territoire de la commune d'Ichmoul est situé au sud-est de la wilaya de Batna.
| Arris | Foum Toub                | Foum Toub                    |
| Arris | Ichmoul                  | Yabous (wilaya de Khenchela) |
| Arris | Tighanimine, Inoughissen | Inoughissen                  |

### Climat
Le climat de cette commune montagneuse est semi-aride, l'hiver est froid et rude avec des températures qui atteignent parfois les −14 °C, et l'été est modéré et sec.

### Localités de la commune
La commune d'Ichmoul est composée de 32 localités :
- Ahadhri
- Aouhabent
- Bacha supérieur
- Bacha inférieur
- Bala Aïssa
- Bouyeztoutène
- Cité Ifertacine
- Djermane
- El Hadjadj
- El Hammam
- El Oudha
- Ferme Abdesselem
- Ferme Boussad
- Hafedh
- Isrirène
- Khenguet Asli
- Khenguet Debbane
- Khenguet Rezazna
- Kherzouz
- Laanacer
- Lakhnaag
- Meloudja
- Ouled Azzous
- Ouled Bechka
- Ouled Moussa
- Tachechart (Tiguensoura)
- Tadjra
- Tamestaouth
- Tazeghouine
- Teniet Telathène
- Tighezza
- Vieux Medina
- Village de Medina (Lahrig inférieur)

## Histoire

### Période de la colonisation française
À la fin du XIXe siècle, est créé le douar Ichmoul, dans le cadre de la commune mixte de l'Aurès, dont la capitale est Arris. Les habitants de ce douar appartiennent à la tribu des Touabas.
Dans les années 1930, Médina est le lieu d'un marché important pour les habitants de cette commune mixte notamment ceux du versant sud-est du Djebel Ahmar Kaddou (douars Kimmel, Tadjemout et Oulach).
Durant l'été 1936, l'ethnologue Germaine Tillion passe plusieurs semaines à étudier ce marché et l'évoque de façon assez détaillée dans son livre Il était une fois l'ethnographie (2000).

### Guerre d'Algérie
Dès le début de la guerre d'Algérie, les Touabas, dont est issu la famille de Mostefa Ben Boulaïd, sont dans l'ensemble favorables à l'insurrection. Le douar Ichmoul fait partie des zones de forte rébellion du FLN, ce qui explique l'épisode du bombardement d'Ichmoul, annoncé (mais finalement n'a pas eu lieu)
Le bombardement du douar Ichmoul
En novembre 1954, l'armée française menace de bombarder au napalm le village de Touffane, avertissant la population par des tracts largués des avions annonçant le bombardement (80 000 tracts).
Le sous-préfet Deleplanque, accompagné par le caïd Saadi Abd el-Krim, parti à la rencontre de trois notables « représentatifs de la population rebelle », leur donne trois jours pour se rendre, avant le bombardement, avec leurs familles au camp d'accueil de la population à Touffana, avec promesse de leur donner du travail, des logements et de la nourriture pour toutes les familles. La proposition n'est acceptée que par 150 personnes qui s'étaient rendues avec quelques armes.
L'ordre de bombardement est annulé, mais l'armée française sous l'égide du colonel Ducourneau et Gilles, ratissent Ichmoul à la recherche des maquisards, mais sans résultats.

## Toponymie
La ville est au pied de la montagne, le Djebel Ichmoul, dont elle porte le nom. Son origine est l'expression berbère Ich N'Oul (« la corne du cœur »), qui avec le temps s'est transformée en « Ichemoul ».

## Population

### Pyramide des âges
| Hommes | Classe d’âge | Femmes |
| ------ | ------------ | ------ |
| 0,72   | 80 ans et +  | 0,77   |
| 1,54   | 70 à 79 ans  | 1,63   |
| 2,38   | 60 à 69 ans  | 2,5    |
| 2,9    | 50 à 59 ans  | 3,15   |
| 4,81   | 40 à 49 ans  | 5,05   |
| 7,37   | 30 à 39 ans  | 7,59   |
| 10,11  | 20 à 29 ans  | 10,53  |
| 10,23  | 10 à 19 ans  | 9,51   |
| 9,73   | 0 à 9 ans    | 9,44   |
| 0,00   | nd           | 0,02   |

| Hommes | Classe d’âge | Femmes |
| ------ | ------------ | ------ |
| 0,49   | 80 ans et +  | 0,48   |
| 1,21   | 70 à 79 ans  | 1,23   |
| 1,77   | 60 à 69 ans  | 1,8    |
| 3,43   | 50 à 59 ans  | 3,37   |
| 5,04   | 40 à 49 ans  | 5,25   |
| 6,80   | 30 à 39 ans  | 6,88   |
| 10,74  | 20 à 29 ans  | 10,39  |
| 11,29  | 10 à 19 ans  | 10,84  |
| 9,69   | 0 à 9 ans    | 9,25   |
| 0,02   | nd           | 0,03   |

### Évolution démographique
| 1966   | 1977   | 1984   | 1998  | 2008   |
| ------ | ------ | ------ | ----- | ------ |
| 12 090 | 13 935 | 17 000 | 9 887 | 10 240 |

## Économie
L'agriculture est l'un des secteurs les plus actifs de la commune. 500 ha, environ 40 % des terres de la commune, sont plantés de vergers, de pommiers. Cette activité remonte à 1971, date de l'introduction de la pomme à Ichmoul ; auparavant la céréaliculture dominait dans la région.
La commune possède des réserves en barytine : dans le passé une mine été exploitée par une usine qui existe encore mais qui n'est plus active.

## Patrimoine

### Patrimoine archéologique
Dans la commune on trouve des ruines romaines, un arc de triomphe, et des stèles ou figurent des transcriptions en latin.